# گرمه‌چاتاق
گرمه‌چاتاق (به ترکی آذربایجانی: Gərməçataq) یک منطقهٔ مسکونی در جمهوری آذربایجان است که در شهرستان بابک واقع شده‌است. گرمه‌چاتاق ۵۰۷ نفر جمعیت دارد.